# 밀양시의 시내버스
밀양시의 시내버스는 경상남도 밀양시의 대표적인 시내 대중교통 수단이다.
2010년 현재 13개의 노선이 운행중이며, 운수업체로는 밀양교통이 유일하다.

## 운임
2021년 1월 1일부터 밀양시내 전구간에 대하여 단일요금제가 시행중이다.
| 종류 | 나이                    | 현금 (원) | 카드 (원) |
| ---- | ----------------------- | --------- | --------- |
| 일반 | 성인 (만 19세 이상)     | 1300      | 1250      |
| 일반 | 청소년 (만 13세 ~ 18세) | 900       | 850       |
| 일반 | 어린이 (만 7세 ~ 12세)  | 650       | 600       |

## 밀양시 차적의 버스 노선

### 시내 노선
아래 노선은 주 노선이다. 일부 운행 순번은 부산대학교 밀양캠퍼스나 부북면 등의 외곽 지역을 추가 운행하기도 한다.
| 노선 번호 | 운행구간 | 운행구간 | 운행구간     | 경유지 | 운행 횟수 | 비고                                                       |
| --------- | -------- | -------- | ------------ | --- | --------- | ---------------------------------------------------------- |
| 1         | 밀양역   | ↔        | 교동주민센터 | 가곡동, 시립도서관, 영남루, 북성사거리, 밀성중고교, 산복도로, 교동주민센터, 밀양시청, 밀양시외버스터미널, 내일동, 영남루                                             | 61회      | 휴일 운행 시 2회 감회 운행                                 |
| 1-2       | 밀양역   | ↔        | 교동주민센터 | 가곡동, 시립도서관, 영남루, 북성사거리, 밀성중고교, 산복도로, 교동주민센터, 밀양시청, 현대아파트, 밀양시외버스터미널, 내일동, 영남루                                 | 13회      | 현대아파트 경유                                            |
| 2         | 밀양역   | ↔        | 교동주민센터 | 가곡동, 시립도서관, 영남루, 내일동, 밀양시외버스터미널, 밀양시청, 교동주민센터, 산복도로, 밀성중고교, 북성사거리, 영남루                                             | 77회      | 휴일 운행 시 14회 감회 운행                                |
| 3         | 밀양역   | ↔        | 긴늪         | 가곡동, 시립도서관, 영남루, 북성사거리, 밀성중고교, 산복도로, 교동주민센터                                                                                           | 8회       | 휴일 운행 시 3회 운행                                      |
| 4         | 밀양역   | ↔        | 부북면사무소 | 예림교, 마암터널, 삼문동주민센터, 밀양시외버스터미널, 부북면사무소, 시외버스터미널, 밀양시청, 밀성중고교, 북성사거리, 영남루, 시립도서관, 가곡동                     | 15회      | 휴일 운행 시 1회 감회 운행                                 |
| 4-1       | 밀양역   | ↔        | 부북면사무소 | 예림교, 마암터널, 삼문동주민센터, 미리벌초등학교, 코아루, 밀양시외버스터미널, 부북면사무소, 현대아파트, 밀양시청, 밀성중고교, 북성사거리, 영남루, 시립도서관, 가곡동 | 12회      | 휴일 운행 시 5회 운행 미리벌 및 현대아파트 경유            |
| 4-2       | 밀양역   | ↔        | 교동주민센터 | 가곡동, 삼문동주민센터, 미리벌초등학교, 코아루, 밀양고교, 북성사거리, 밀성중고교, 교동주민센터, 밀양시청, 밀양시외버스터미널, 내이동                                 | 4회       |                                                            |
| 5         | 밀양역   | ↔        | 교동주민센터 | 경찰서, 금동, 밀양역, 가곡동, 시립도서관, 영남루, 내일동, 밀양시외버스터미널, 밀양시청, 교동주민센터, 산복도로, 밀성중고교, 내일동                                   | 18회      |                                                            |
| 6         | 밀양역   | ↔        | 긴늪         | 가곡동, 시립도서관, 내일동, 밀양시외버스터미널, 밀양시청, 교동주민센터                                                                                               | 18회      | 휴일 운행 시 4회 감회 운행                                 |
| 7         | 밀양역   | ↔        | 부북면사무소 | 가곡동, 시립도서관, 영남루, 북성사거리, 밀성중고교, 밀양시청, 현대아파트, 부북면사무소, 밀양시외버스터미널, 코아루, 미리벌초등학교, 삼문동주민센터, 마암터널, 예림교 | 13회      | 휴일 운행 시 5회 감회 운행 현대아파트 및 미리벌 경유       |
| 7-1       | 밀양역   | ↔        | 부북면사무소 | 가곡동, 시립도서관, 영남루, 북성사거리, 밀성중고교, 밀양시청, 현대아파트, 부북면사무소, 밀양시외버스터미널, 내이동, 밀양고교, 삼문동주민센터, 마암터널, 경찰서, 금동 | 13회      | 휴일 운행 시 3회 감회 운행 현대아파트, 밀양고 및 금동 경유 |
| 9         | 밀양역   | ↔        | 교동주민센터 | 예림교, 마암터널, 삼문동주민센터, 밀양고교, 북성사거리, 밀성중고교, 산복도로, 교동주민센터, 밀양시청, 밀양시외버스터미널, 내이동                                     | 2회       | 휴일 운행 시 1회 운행                                      |
| 10        | 터미널   | ↔        | 밀양초등학교 | 롯데인벤스, 밀양고, 밀양시청, 밀성중고교, 북성사거리, 영남루, 밀양초등학교, 삼문동주민센터, 미리벌초등학교, 코아루                                                   | 1회       | 휴일 미운행                                                |

### 읍면 노선
| 노선 번호 | 운행구간   | 운행구간 | 운행구간   | 경유지                                         | 운행 횟수 | 비고                                  |
| --------- | ---------- | -------- | ---------- | ---------------------------------------------- | --------- | ------------------------------------- |
| 삼량진1   | 밀양역     | ↔        | 삼량진     | 평촌, 거족                                     | 1회       |                                       |
| 삼량진2   | 밀양터미널 | ↔        | 삼량진     | 임천, 칠성                                     | 4회       | 국도 제25호선 경유                    |
| 삼량진3   | 밀양터미널 | ↔        | 용성       | 밀역                                           | 5회       | 주말, 방학 운행 시 2회 감축 운행      |
| 삼량진4   | 밀양터미널 | ↔        | 칠성       | 밀역, 용성                                     | 5회       |                                       |
| 삼량진5   | 밀양역     | ↔        | 밀양대학교 | 임천                                           | 26회      |                                       |
| 하남1     | 밀양터미널 | ↔        | 수산       | 평촌, 오산                                     | 4회       |                                       |
| 하남2     | 밀양터미널 | ↔        | 수산       | 세종고등학교, 평촌                             | 3회       |                                       |
| 하남3     | 밀양역     | ↔        | 해양       | 예림, 평촌, 오산                               | 1회       |                                       |
| 하남4     | 수산       | ↔        | 오산       | 백산, 명례                                     | 1회       |                                       |
| 하남5     | 수산       | ↔        | 명례       | 백산                                           | 2회       |                                       |
| 부북1     | 밀양터미널 | →        | 밀양터미널 | 용제, 오례, 덕곡                               | 3회       |                                       |
| 부북2     | 밀양터미널 | →        | 밀양터미널 | 가산, 대항                                     | 2회       |                                       |
| 부북3     | 밀양터미널 | →        | 밀양터미널 | 워산, 퇴로, 위양, 청운                         | 1회       |                                       |
| 부북4     | 밀양터미널 | →        | 밀양터미널 | 가산, 대항, 퇴로, 위양, 청운                   | 1회       |                                       |
| 부북5     | 밀양터미널 | →        | 밀양터미널 | 월산, 퇴로, 대항, 가산                         | 1회       |                                       |
| 부북6     | 밀양터미널 | →        | 밀양터미널 | 용포, 화산, 퇴로, 지동                         | 1회       |                                       |
| 부북7     | 밀양터미널 | →        | 밀양터미널 | 위양, 퇴로, 대항, 화산, 월산, 청운             | 2회       | 공휴일, 방학 기간 운행 시 1회 운행    |
| 부북8     | 밀양터미널 | →        | 밀양터미널 | 가산, 대항, 퇴로, 위양, 무연, 화산, 용포, 지동 | 2회       | 공휴일, 방학 기간 운행 시 1회 운행    |
| 부북9     | 밀양터미널 | →        | 밀양터미널 | 가산, 대항, 퇴로, 월산, 청운                   | 2회       |                                       |
| 부북10    | 밀양터미널 | →        | 밀양터미널 | 위양, 퇴로, 대항, 가산                         | 1회       |                                       |
| 상동1     | 밀양터미널 | ↔        | 신곡       | 긴늪, 상동역, 고정                             | 7회       |                                       |
| 상동2     | 밀양터미널 | ↔        | 도곡       | 긴늪, 상동역, 고정                             | 3회       |                                       |
| 상동3     | 밀양역     | ↔        | 유천       | 밀양터미널, 긴늪, 상동역                       | 6회       |                                       |
| 산외1     | 밀양터미널 | ↔        | 엄광       | 긴늪, 남기리, 양덕, 남계, 숲촌                 | 4회       |                                       |
| 산외2     | 밀양터미널 | ↔        | 활성       | 긴늪, 다죽                                     | 2회       |                                       |
| 산외3     | 밀양터미널 | ↔        | 금곡       | 긴늪, 다죽                                     | 1회       |                                       |
| 산내1     | 밀양터미널 | ↔        | 얼음골     | 긴늪, 다죽, 금곡, 송백, 남명                   | 3회       |                                       |
| 산내2     | 밀양터미널 | ↔        | 발례       | 긴늪, 다죽, 금곡, 송백                         | 2회       |                                       |
| 단장1     | 밀양터미널 | ↔        | 표충사     | 긴늪, 다죽, 금곡, 태룡, 범도                   | 4회       |                                       |
| 단장2     | 밀양터미널 | ↔        | 고례       | 긴늪, 다죽, 금곡, 태룡, 범도                   | 4회       |                                       |
| 단장3     | 밀양터미널 | ↔        | 국전       | 긴늪, 다죽, 금곡, 태룡                         | 5회       |                                       |
| 단장4     | 밀양터미널 | ↔        | 감물리     | 긴늪, 다죽, 금곡, 안법                         | 5회       |                                       |
| 상남1     | 밀양터미널 | ↔        | 남산       | 예림, 평촌, 평리                               | 2회       | 국도 제25호선 경유                    |
| 상남2     | 밀양터미널 | ↔        | 대흥동     | 예림                                           | 2회       | 국도 제25호선 경유                    |
| 초동1     | 밀양터미널 | ↔        | 범평       | 무안, 봉황, 초동공단                           | 1회       |                                       |
| 초동2     | 밀양터미널 | ↔        | 범평       | 무안, 봉황, 남전, 평촌, 초동공단               | 2회       |                                       |
| 초동3     | 밀양터미널 | ↔        | 밀양역     | 무안, 봉황, 범평, 인교                         | 1회       |                                       |
| 무안1     | 밀양터미널 | ↔        | 서가정     | 무안, 덕암, 고나리, 웅동                       | 6회       |                                       |
| 무안2     | 신법       | ↔        | 서가정     | 신법, 덕암, 중산, 무안                         | 1회       |                                       |
| 무안3     | 밀양터미널 | ↔        | 영신       | 무안, 신법, 화봉                               | 3회       |                                       |
| 청도1     | 밀양터미널 | ↔        | 구기       | 부북, 동산                                     | 3회       | 주말, 방학 기간 운행 시 1회 감회 운행 |
| 청도2     | 밀양터미널 | ↔        | 조천       | 무안, 동산, 구기                               | 5회       |                                       |
| 청도3     | 밀양터미널 | ↔        | 소태       | 무안, 동산, 구기 근기                          | 3회       |                                       |
| 청도4     | 밀양터미널 | ↔        | 두곡       | 무안, 동산, 구기 근기                          | 2회       |                                       |
| 청도5     | 밀양터미널 | ↔        | 구기       | 무안, 동산                                     | 1회       |                                       |
| 청도6     | 밀양터미널 | ↔        | 대촌       | 무안, 동산, 구기 근기                          | 3회       |                                       |
| 가곡1     | 밀양역     | ↔        | 멍에실     | 무정차                                         | 3회       | 1번, 1-2번, 2번 노선이 지원 운행함.   |

## 기타

### 마이클
밀양 내에서는 마이크로 버스의 발음이 힘들어 '마이클'이라 부르게 된 것이, 이후 '밀양시를 운행하는 시내버스'를 부르는 용어로 굳어져 통용되고 있는 것이 특징이다. 이는 방송 매체에서도 다뤄지기도 하였는데, 대표적으로 '경남 밀양에서는 시내버스를 마이클이라고 부른다'라는 내용을 주제로, 한국방송공사(KBS)의 지식 교양 프로그램 스펀지의 제32회차 방송분의 일부로 2004년 6월 12일에 방영, 소개되었다. 방영 이후, 이 내용은 방송 내용을 출판물로 묶어 동아일보사에서 출판한 '스펀지 2'(ISBN 9788970904174 {{isbn}}의 변수 오류: 유효하지 않은 ISBN., 2005년 4월 25일 발매)의 60번째 항목에 수록되기도 하였다.

## 사진

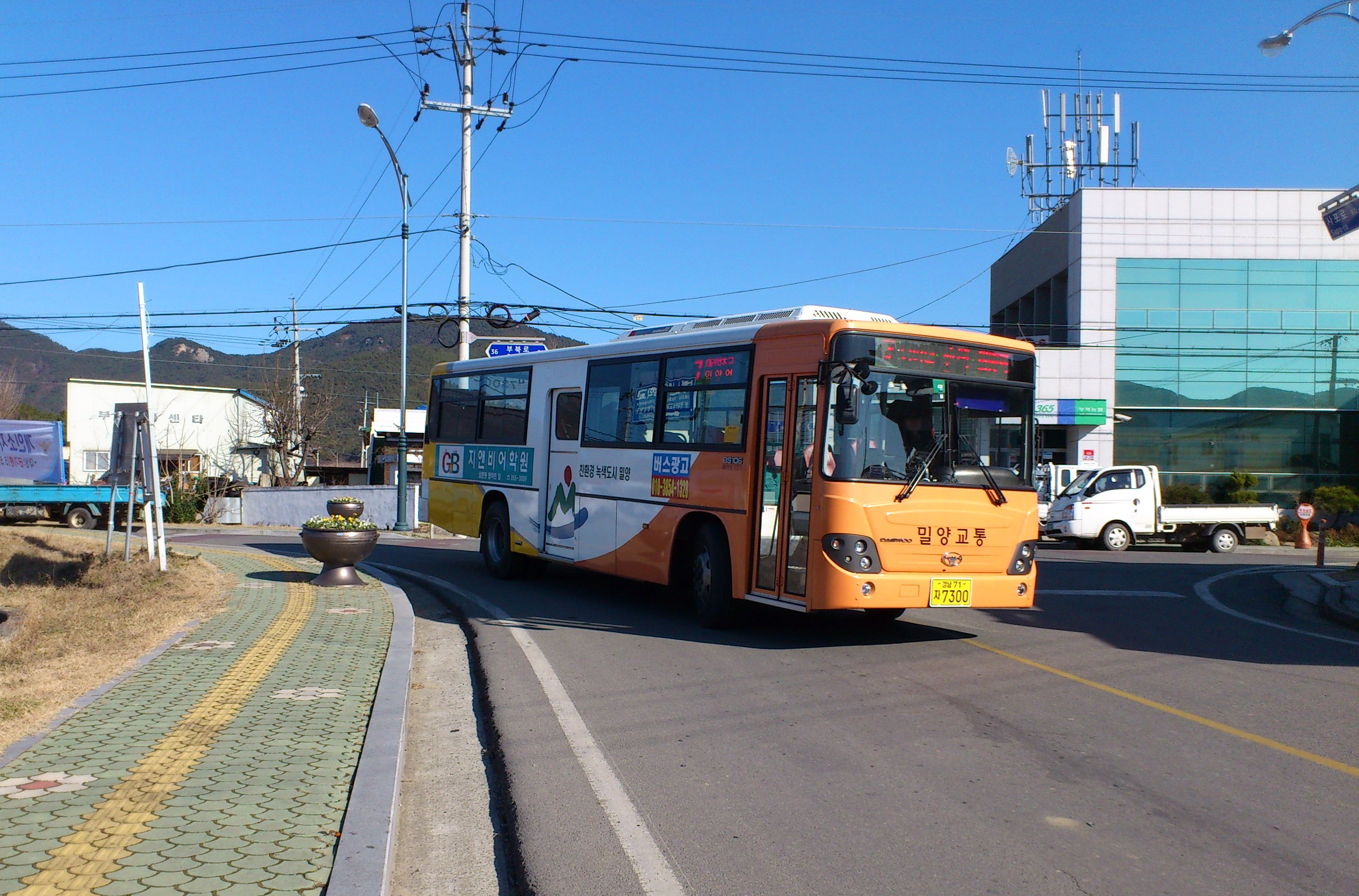
밀양시내버스 7300호 차량. 7-1번 노선을 운행하고 있다.
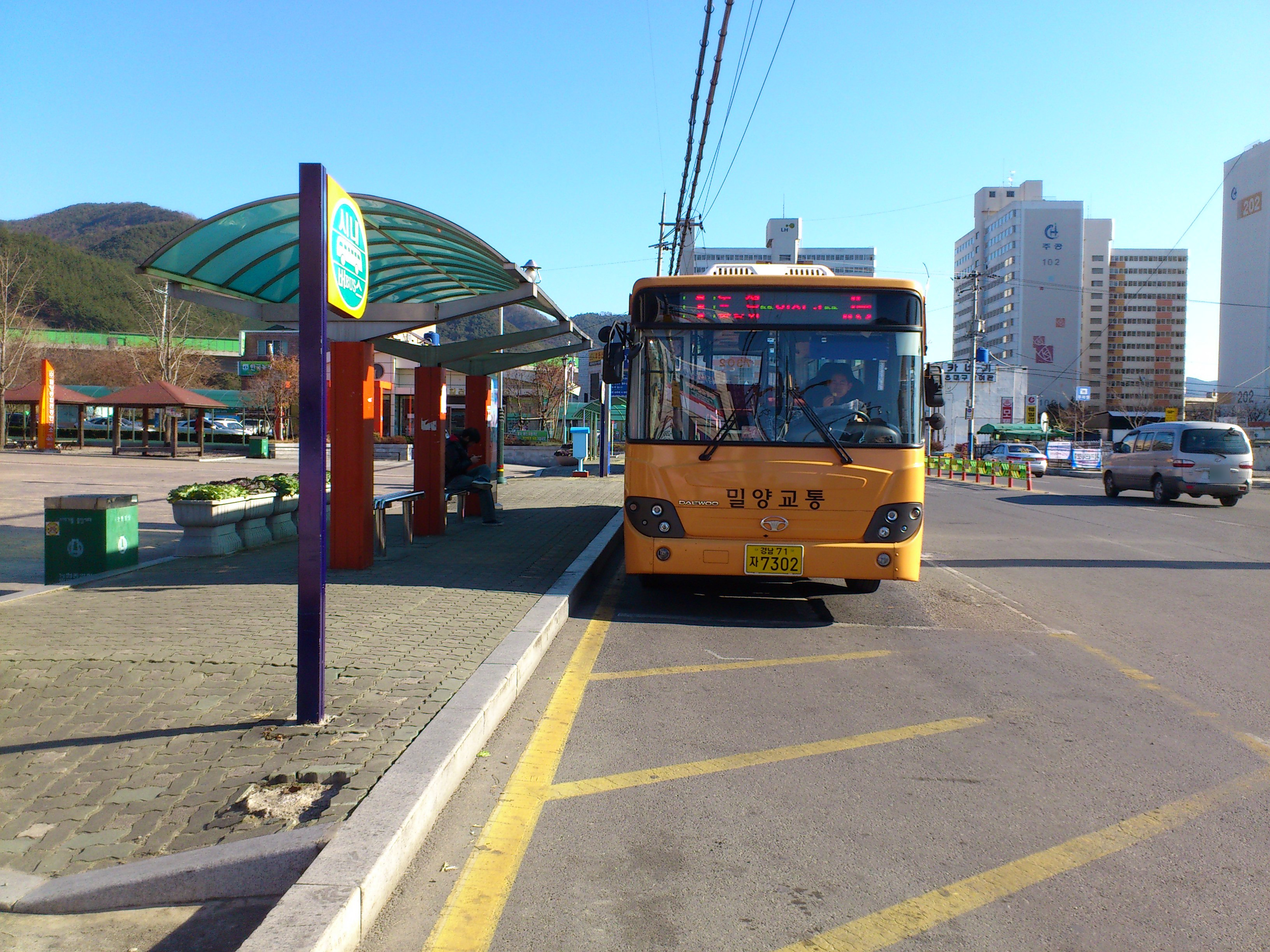
밀양시내버스 7302호 차량. 1번 노선을 운행하고 있다.
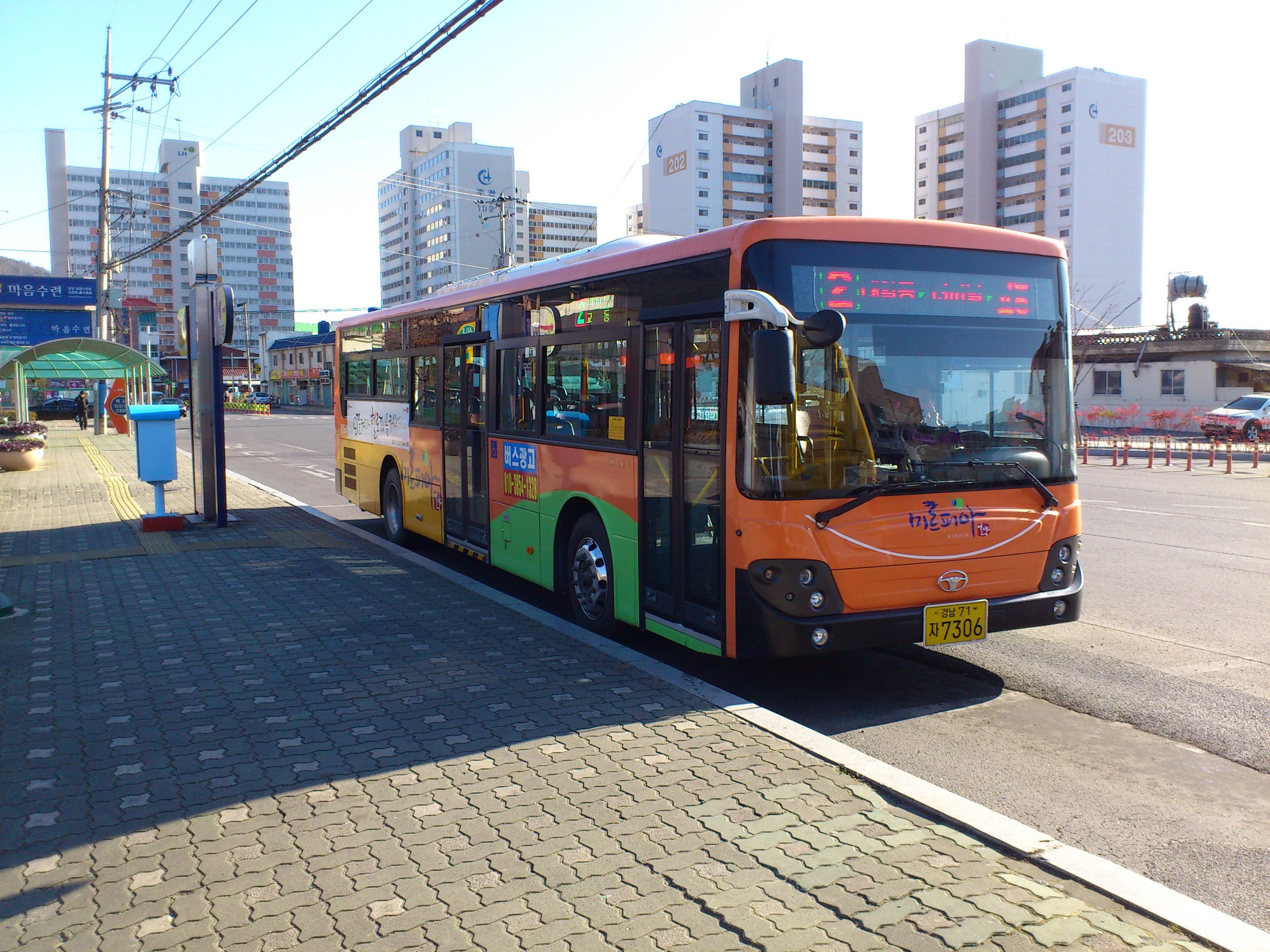
밀양시내버스 7306호 차량. 2번 노선을 운행하고 있다.
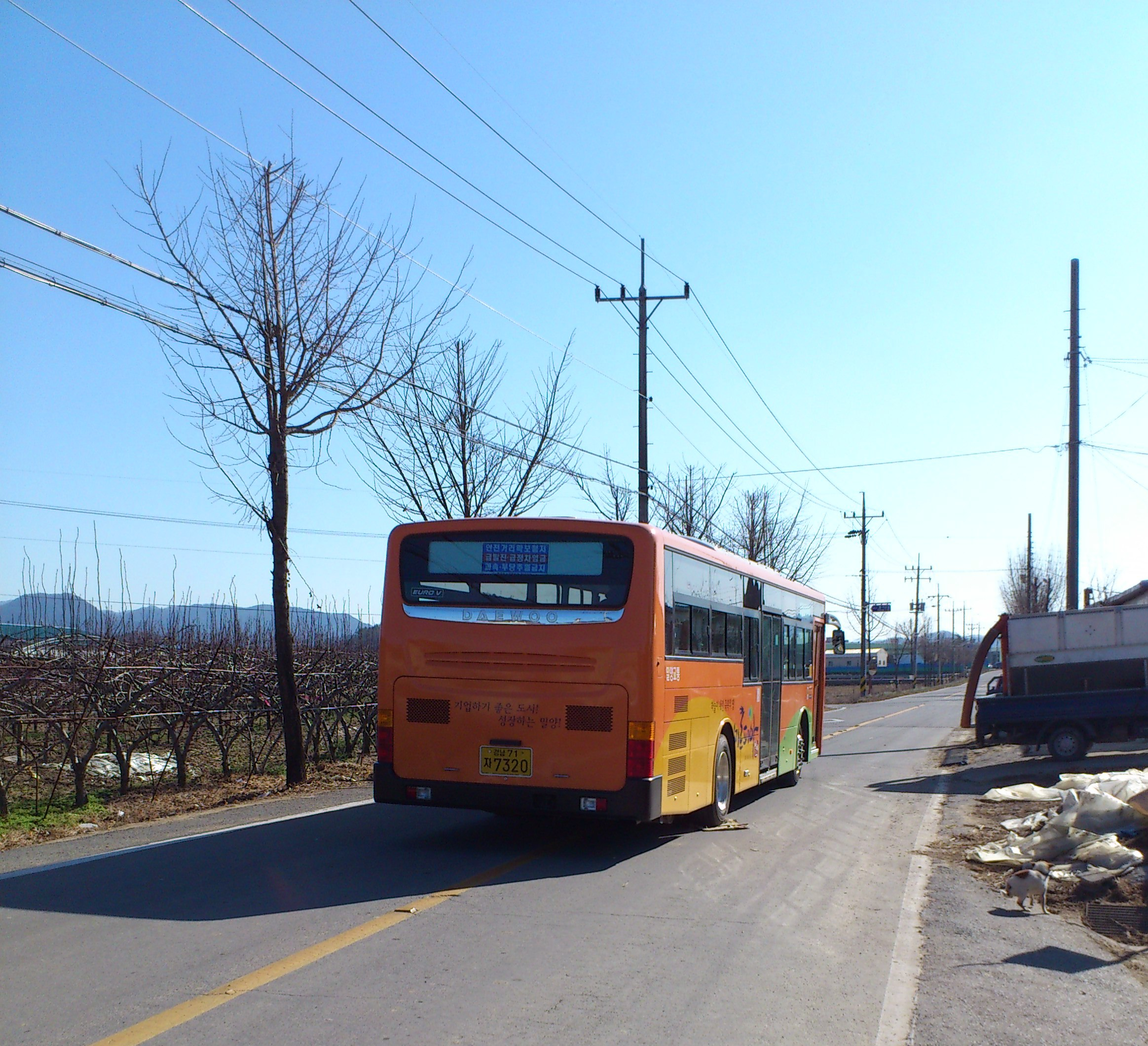
밀양시내버스 7320호 차량. 7번 노선을 운행하고 있다.
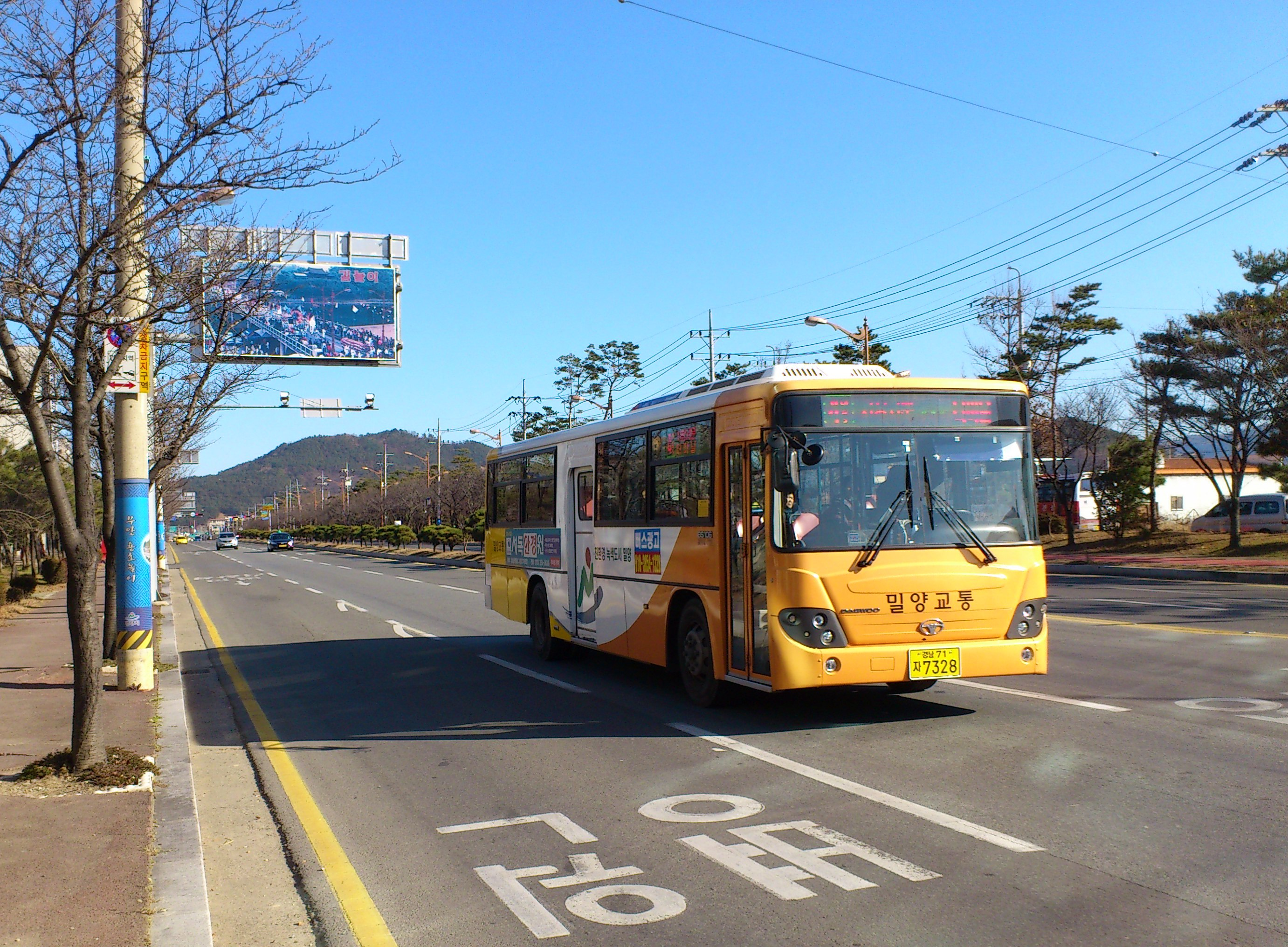
밀양시내버스 7328호 차량.
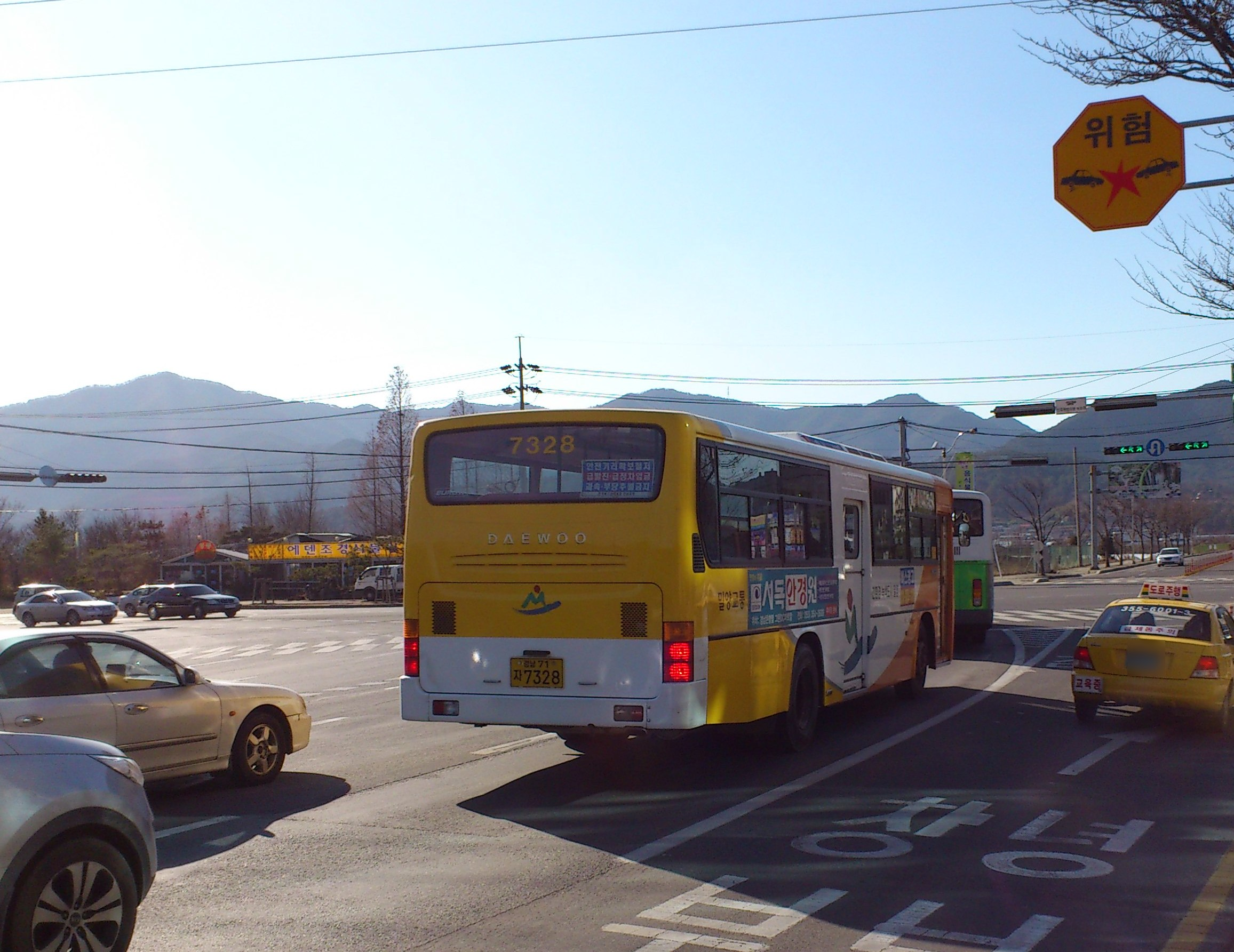
밀양시내버스 7328호 차량의 뒷 모습. LED행선판 외에 노선 표시가 없음을 알 수 있다.
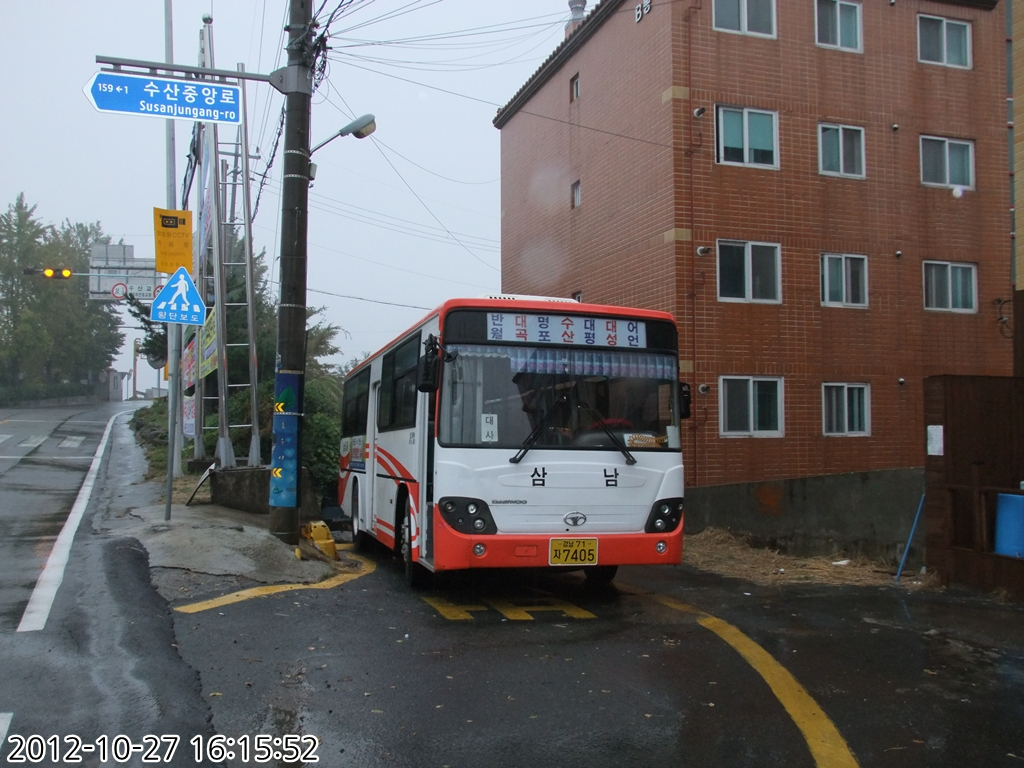
경상남도 밀양시 하남읍 반월, 대곡, 명포, 수산, 대평, 대성, 어언, 대서를 운행하는 마을버스